# Grzegorz Małecki (ur. 1967)
Grzegorz Janusz Małecki (ur. 18 października 1967) – polski funkcjonariusz cywilnych służb specjalnych, w tym Urzędu Ochrony Państwa, Agencji Bezpieczeństwa Wewnętrznego i Agencji Wywiadu, pułkownik, w latach 2015–2016 szef AW, dyplomata, wykładowca akademicki, publicysta i ekspert w dziedzinie bezpieczeństwa państwa.

## Życiorys
W 1991 r. został absolwentem historii na Wydziale Nauk Historycznych i Pedagogicznych Uniwersytetu Wrocławskiego. W tym samym roku podjął służbę w UOP, gdzie w 1992 r. ukończył kurs oficerski w Centralnym Ośrodku Szkolenia UOP w Łodzi. W strukturach tego urzędu pracował do 2002, był m.in. zastępcą dyrektora delegatury w Opolu, a także naczelnikiem wydziału w delegaturze we Wrocławiu. W latach 2003–2004 pracował na stanowisku naczelnika Wydziału Kontroli Wewnętrznej i Audytu w urzędzie miasta w Opolu. Od 2004 do 2007 pełnił funkcję doradcy szefa ABW. W latach 2006–2008 wykładał na Uniwersytecie Mikołaja Kopernika w Toruniu. Od 2005 do 2008 był dyrektorem biura i sekretarzem Kolegium do Spraw Służb Specjalnych przy Kancelarii Prezesa Rady Ministrów. Od 2007 do 2013 doradcą szefa Agencji Wywiadu, uzyskując ostatni stopień służbowy, tj. pułkownika AW. W 2009 r. objął stanowisko pierwszego radcy Ambasady RP w Hiszpanii, które piastował do 2012. W 2013 przeszedł do sektora prywatnego współtworząc BINASE, firmę zajmującą się wywiadem gospodarczym i bezpieczeństwem biznesu, oferującą m.in. wsparcie i osłonę ekspansji zagranicznej polskim przedsiębiorstwom. 19 listopada 2015 r. został pełniącym obowiązki szefa Agencji Wywiadu, a 19 lutego 2016 r. szefem tej agencji. 21 września 2016 r. podał się do dymisji, zakończył urzędowanie kilka dni później. Od kwietnia 2017 r. członek zespołu eksperckiego Fundacji Pułaskiego. Od 1 września 2018 r. do 31 sierpnia 2020 r. był prezesem Fundacji Instytut Bezpieczeństwa i Strategii.
Odznaczony Srebrnym i Brązowym (2000 r.) Krzyżem Zasługi.

## Działalność
Był jednym ze współzałożycieli Stowarzyszenia MAGNUM powołanego we wrześniu 2002 r. z inicjatywy zwolnionych ze służby funkcjonariuszy UOP, w ramach czystki będącej głównym elementem SLD-owskiej reformy służb specjalnych. Celem stowarzyszenia było wsparcie oraz pomoc zwolnionym funkcjonariuszom w walce sądowej o powrót do służby. Akcja powiodła się, większość z 450 funkcjonariuszy została przywrócona do służby.
Podczas pełnienia funkcji naczelnika Wydziału Kontroli Wewnętrznej i Audytu w Opolu w latach 2003–2004 opracował i wdrożył autorski projektu budowy pionu kontroli wewnętrznej i audytu wewnętrznego w Urzędzie Miasta Opola. W oparciu o metodologię własną oraz instrumentarium działalności merytorycznej, stworzył od podstaw Wydział Kontroli Wewnętrznej i Audytu.
W trakcie pracy w ABW w latach 2004–2005 podjął inicjatywę i nadzór nad wykonaniem nowatorskiego projektu audytu systemu szkolenia w ABW, który także osobiście wdrażał. Ponadto stworzył system planowania i analiz potrzeb szkoleniowych ABW, a także projekt adaptacji zawodowej funkcjonariuszy w służbie przygotowawczej. W latach 2005–2008 podczas pełnienia funkcji Sekretarza Kolegium do Spraw Służb Specjalnych i dyrektora Biura Kolegium, m.in. zmodernizował model funkcjonowania Kolegium zwiększając jego funkcjonalności, stworzył i wdrożył zestaw ujednoliconych narzędzi planistyczno-sprawozdawczych służących rozliczalności służb specjalnych. Brał udział w reformie wojskowych służb specjalnych oraz powołaniu Centralnego Biura Antykorupcyjnego.
W 2015 r.  Agencja Wywiadu, pod jego kierownictwem, uczestniczyła w uwolnieniu dwóch polskich dziennikarzy porwanych w Syrii oraz 5 polskich marynarzy więzionych przez piratów u wybrzeży Nigerii na statku Szafir. W 2016 r. jako szef Agencji Wywiadu przewodniczył pracom Cywilnego Komitetu Wywiadowczego NATO, zrzeszającym cywilne służby specjalne wszystkich państw NATO. Komitet, pod jego kierownictwem, uczestniczył w pracach nad reformą systemu wywiadowczego NATO przyjętą ostatecznie na szczycie w Warszawie w lipcu 2016 r. Jednym z elementów reformy było utworzenie nowego stanowiska Zastępcy Sekretarza generalnego NATO ds. wywiadu i bezpieczeństwa (ASGIS).
Delegat polski na międzynarodowych konferencjach organów nadzoru nad służbami specjalnymi: „Balancing National Security and Constitutional Principles within a Democracy” – Międzynarodowa Konferencja w Kapsztadzie, RPA, organizowana przez The International Intelligence Review Agencies Conference (październik 2006 r.) oraz „Accountability of Intelligence and Security Agencies and Human Rights” – Międzynarodowa Konferencja w Hadze, Holandia, organizowana przez Dutch Review Committee for the Intelligence and Security Services – (czerwiec 2007 r.). Członek (w tym przewodniczący) polskich delegacji w Komitetach Bezpieczeństwa NATO i Unii Europejskiej w okresie 2006–2007. W 2017 r. i 2019 r. brał udział w Cyber Week – największej międzynarodowej konferencji poświęconej cyberbezpieczeństwu, odbywającej się w Tel Awiwie wśród wysokiej rangi światowych ekspertów. Brał aktywnych udział w wydarzeniach międzynarodowych: Eurafrican Forum 2019, Konferencja „Europe’s Future” Sibiu, Konferencja w Bukareszcie, Black Sea and Balkans Security Forum, Dubrovnic Forum 2018.
Obecnie w Fundacji Pułaskiego jest ekspertem ds. bezpieczeństwa energetycznego i cyberbezpieczeństwa. W przeszłości pełnił funkcję dyrektora programu „Gospodarka i energetyka”. Ma na swoim koncie publikacje m.in. Analizę budowy systemu wywiadu gospodarczego jako niezbędnego warunku na powodzenie planu Morawieckiego oraz Raport nt. reformy służb specjalnych z perspektywy 15 lat.  Jest uczestnikiem „Projekt Konsens”. Pomysłodawca i twórca raportu „Wyzwania dla Bezpieczeństwa Współczesnej Polski”. Od stycznia 2020 r. członek rady krajowej SCIP (Strategic and Competitive Intelligence Professionals). Od lipca 2020 r. polski przedstawiciel w SAS-163 Panel / Energy Security in the Era of Hybrid Warfare NATO Sciences and Technology Organization. Od kwietnia 2021 r. ekspert zewnętrzny Centrum Studiów i Edukacji na Rzecz Bezpieczeństwa Uniwersytetu Wrocławski. Od 2019 r. stale współpracuje, jako zewnętrzny ekspert (subject matter expert) z DCAF (Geneva Centre for Security Sector Governance) m.in. w projektach związanych reformą systemu bezpieczeństwa narodowego na Ukrainie.
W okresie 2017–2019 współpracował z portalami Defence24.pl, Infosecurity24.pl oraz Cybersecurity24.pl, gdzie publikował wywiady i komentarze na temat służb specjalnych, bezpieczeństwa narodowego, cyberbezpieczeństwa, polityki międzynarodowej. Nadal udziela wywiadów w tematyce m.in. cyberbezpieczeństwa i antyterroryzmu w mediach polskich m.in. dla, Onet, PAP, PR2, Gazeta Prawna, Gazeta Bałtycka jak i zagranicznych np. The Cipher Brief, New York Times, La Vanguardia, Financial Times, Convicts. W 2021 r. opublikował wywiad-rzekę pt. „W cieniu. Kulisy wywiadu III RP", w którym w rozmowie z Łukaszem Maziewskim przedstawia zmiany w polskich służbach specjalnych na przestrzeni ostatnich trzydziestu lat.